# Diploderma yongshengense
Diploderma yongshengense — вид ігуаноподібних ящірок родини агамових (Agamidae). Ендемік Китаю. Описаний у 2021 році.

## Поширення і екологія
Diploderma yongshengense мешкають в долині річки Цзіньша на території повітів Юншен і Нінлан-Ї в окрузі Ліцзян на північному заході провінції Юньнань, можливо, також в повіті Мулі-Тибет на південному заході провінції Сичуань. Вони живуть в сухих, порослих травою долинах, серед каміння, на висоті 1700 м над рівнем моря.